# 스티븐 킵코리르
스티븐 아루세이 킵코리르(Stephen Arusei Kipkorir, 1970년 10월 24일 ~ 2008년 2월 8일)는 1996년 애틀랜타 올림픽에서 1500m 동메달을 획득하기로 가장 잘 알려진 케냐의 중거리달리기 선수였다.
그의 육상 경력은 1996년 3월 23일 남아프리카 공화국 스텔렌보스에서 열린 세계 크로스컨트리 선수권 대회에서 14위를 할 때 시작되었다. 그를 알아본 가브리엘 로사 박사는 그에게 1500m를 달리도록 납득시켰다. 8개월 후에 그는 올림픽 동메달을 땄다.
1500m에서 개인 최고 시간은 1996년 7월 로잔에서 이룬 3분 31.87초였다. 그의 마지막 국제 경연은 2001년이었다.
육상 경력 후, 그는 프로적 군인이 되었다.
킵코리르는 나쿠루와 엘도레트 사이에 있는 길에 군사 차량 사고로 사망하였다.